# Mohammed bin Sulayem

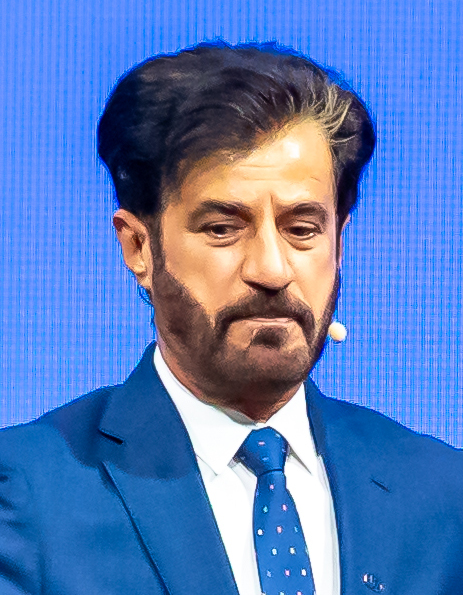
Mohammed bin Sulayem

Mohammed Ahmed bin Sulayem (arabisch محمد أحمد بن سليم, DMG Muḥammad Aḥmad b. Sulayyim; geb. 12. November 1961 in Dubai) ist ein ehemaliger emiratischer Automobilrennfahrer und seit Dezember 2021 Präsident des Welt-Automobilverbandes FIA.

## Leben

### Werdegang
Mohammed bin Sulayem wurde in Dubai geboren und wuchs in den Emiraten sowie Großbritannien auf.
Sulayem studierte laut eigenen Angaben an der American University in Washington, D.C. und schloss dieses Studium mit einem Bachelor „in Business“ ab.
Im Jahr 2012 erhielt er einen Ehrendoktor der University of Ulster für „seine Verdienste um den Sport, die gesellschaftliche Führung und die Wohltätigkeit“ verliehen.

### Middle East Rallye Championship
Der erste verzeichnete Rennstart bin Sulayems war bei der Marriott Hotel Jordan Rallye 1983 in einem Opel Manta 400, hier schied er vor Rennende aus.
Die erste Meisterschaft, in der Sulayem antrat, war die Middle East Rallye Championship (MERC). Bei seinen nächsten Rennstarts 1984 fuhr er einen zweiten Platz (in Katar) und einen Sieg (in Jordanien) ein. In diesem Jahr belegte er den zweiten Platz der Fahrerwertung und musste sich Saeed Al-Hajri geschlagen geben. 1985 konnte er mit Beifahrer John Daniels näher an Al-Hajri heranrücken, erreichte mit zwei Siegen aber erneut den zweiten Meisterschaftsplatz. 1986 schließlich errang er mit Beifahrer Sölve Andreasson seinen ersten Meisterschaftstitel. Ab diesem Zeitpunkt gewann bin Sulayem jede Saison der MERC, in der er antrat, bis zu seinem Karriereende 2002. 1986 bis 1991 konnte Sulayem den Titel in der Serie jeweils in einem Toyota Celica erlangen. Die nächsten Meisterschaftssiege erfolgten mit einem Ford Escort RS Cosworth. 1998 bis 2002 fuhr er in einem Ford Escort WRC.
Sein Beifahrer war ab 1988 der Ire Ronan Morgan, beinahe sämtliche Rennen bis 2000 trat er mit ihm an.

### Internationale Rallye
1987 wagte bin Sulayem erste Antritte in Rallyes außerhalb des arabischen Raums. In Belgien fuhr er bei zwei Rennstarts einen vierten und einen sechsten Platz ein; bei der Asturien-Rallye erzielte er den dritten Platz.
Der erste Lauf der offiziellen Rallye-Weltmeisterschaft, bei dem bin Sulayem antrat, war die Acropolis Rally 1988, bei der er mit einem Lichtmaschinendefekt ausfiel. Auch im Folgejahr kam er bei dieser Rally nicht ins Ziel.
1991 nahm er an der Rallye Argentinien teil und beendete sie auf Platz sieben, was seine einzige Teilnahme an der Rallye-Weltmeisterschaft 1991 war. Sein Sieg bei der Bosporus-Rallye im selben Jahr war der erste Sieg eines Arabers außerhalb des arabischen Raums. Im Folgejahr gingen bin Sulayem und Morgan bei drei Weltmeisterschaftsrennen an den Start, bei der Rallye Katalonien konnten sie zwei Punkte einfahren. Gleichzeitig waren sie das höchstplatzierte Fahrzeug ihrer Klasse, was ihnen einen Rennsieg im Gruppe-N-Cup einbrachte.
1993 konnten sie drei von fünf Rennen aufgrund von technischen Problemen nicht beenden. Bei der Rallye Argentinien belegten sie den sechsten Platz und holten erneut den Rennsieg in der Gruppe N. Die Antritte bei internationalen Rallyes 1992, 1993 und 1995 überzeugten abgesehen von diesen Resultaten jedoch nicht, woraufhin bin Sulayem sich ab 1996 wieder auf die MERC konzentrierte.
Fünfzehn Jahre nach seinem Karriereende trat bin Sulayem 2015 erneut zu zwei Rallyes in der emiratischen Meisterschaft an. Im Lauf in Sharjah belegte er den zweiten Platz.

### Rennsportmanagement
1991 gründete bin Sulayem die UAE Desert Challenge, eine Rallye durch die Wüste der Emirate. 2006 wurde er Präsident des emiratischen Automobil- und Touringclubs. Unter seiner Führung wurde vom Club ein Institut gegründet, das (Aus)bildung und Forschung im Motorsport betreibt.
2009 übernahm bin Sulayem die Schirmherrschaft für ein Renault Roadshow-Event in Dubai. Dabei steuerte er einen Formel-1-Boliden und sollte in mehreren Dragraces gegen andere Sportwagen aus seiner Autosammlung antreten. Bereits im ersten Lauf verlor er bei veränderten Streckenbedingungen die Kontrolle über den Wagen und zerstörte ihn durch einen Frontalaufprall.
Im Oktober 2009 wurde bin Sulayem zu einem der Vizepräsidenten der FIA gewählt. 2013 wurde er zum Vorsitzenden der Motorsport Development Task Force ernannt, die von der FIA eingerichtet wurde, um einen Zehnjahresplan für die weltweite Entwicklung des Sports zu erstellen. Im selben Jahr wurde über eine Kandidatur bin Sulayems für den Präsidentenposten spekuliert, die sich schließlich nicht materialisierte.
2021 trat bin Sulayem zur Wahl des neuen FIA-Präsidenten an und wurde am 17. Dezember in das Amt gewählt. Er ist der erste FIA-Präsident, der nicht aus Europa stammt.

## Bibliografie
- Mohammed Ben Sulayem (Editor), Sean O’Connor (Editor), David Hassan (Editor). Sport Management in the Middle East: A Case Study Analysis. 2013